# Pintura clássica

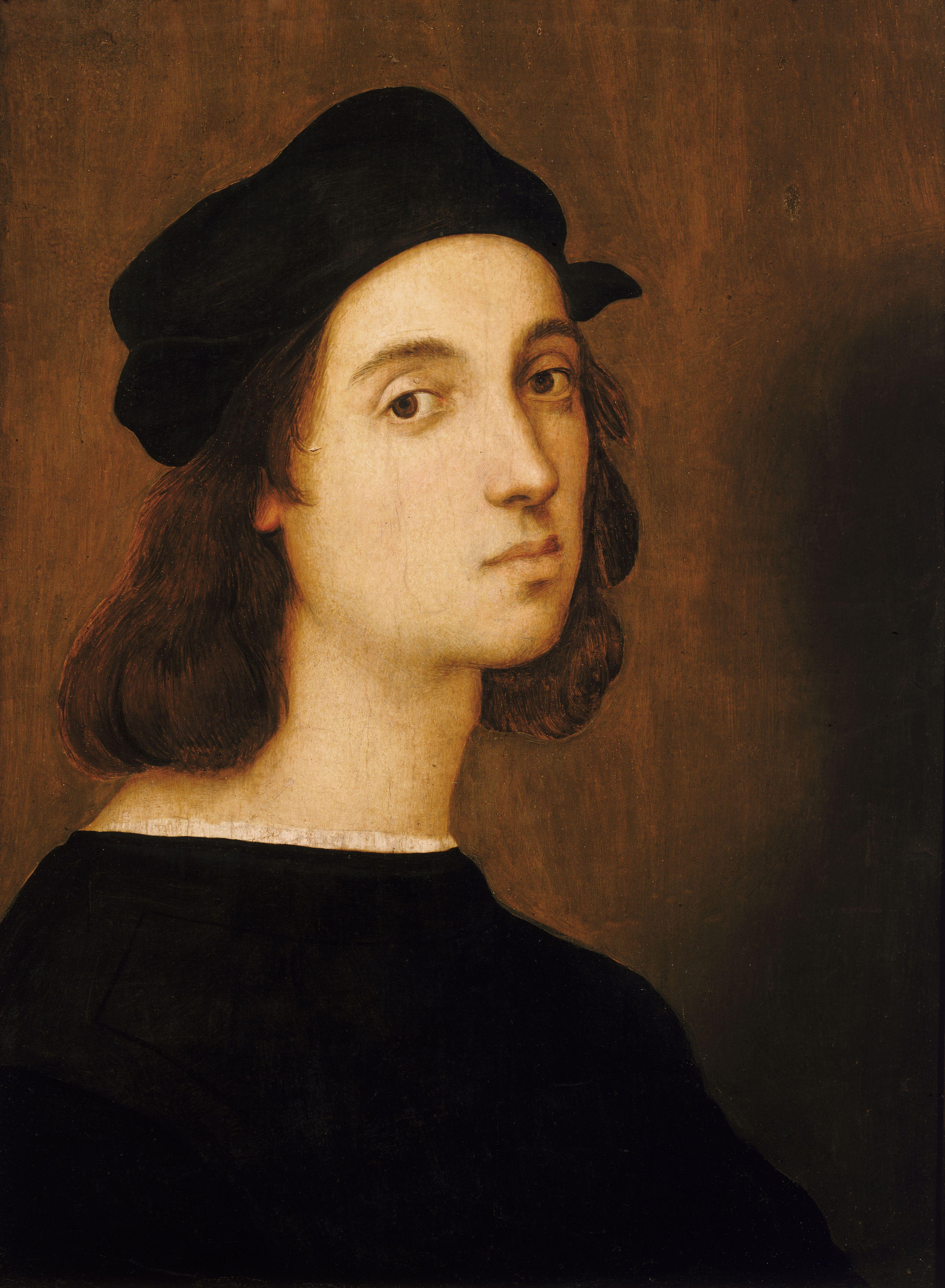
Rafael - Auto-retrato

## Primeira abordagem
O adjetivo “clássica (o)” aplicado às artes presta-se a muitas confusões. A plurivalência da expressão já é clássica (tradicional).
A pintura ou arte clássica, stricto sensu, refere àquela  praticada no período clássico dos antigos  gregos e romanos.
```
“A natureza desta 
arte grega
 clássica, cujo régio mármore brilha em impecável beleza
das paredes das construções e das esculturas, sem o constrangimento do arcaico e sem o
arrebatamento do barroco, ainda hoje pode ser sentida nas construções que um destino
bondoso conservou na 
Acrópole
". (Leicht, pg. 244; grifos nosso).
```

Lato sensu, pintura ou arte clássica implica a atitude estética que segue os cânones destes povos, como a pintura da Alta renascença, segundo Wölfflin (1990), ou seja, a pintura de Leonardo da Vinci, Michelângelo e Rafael Sanzio e outros.

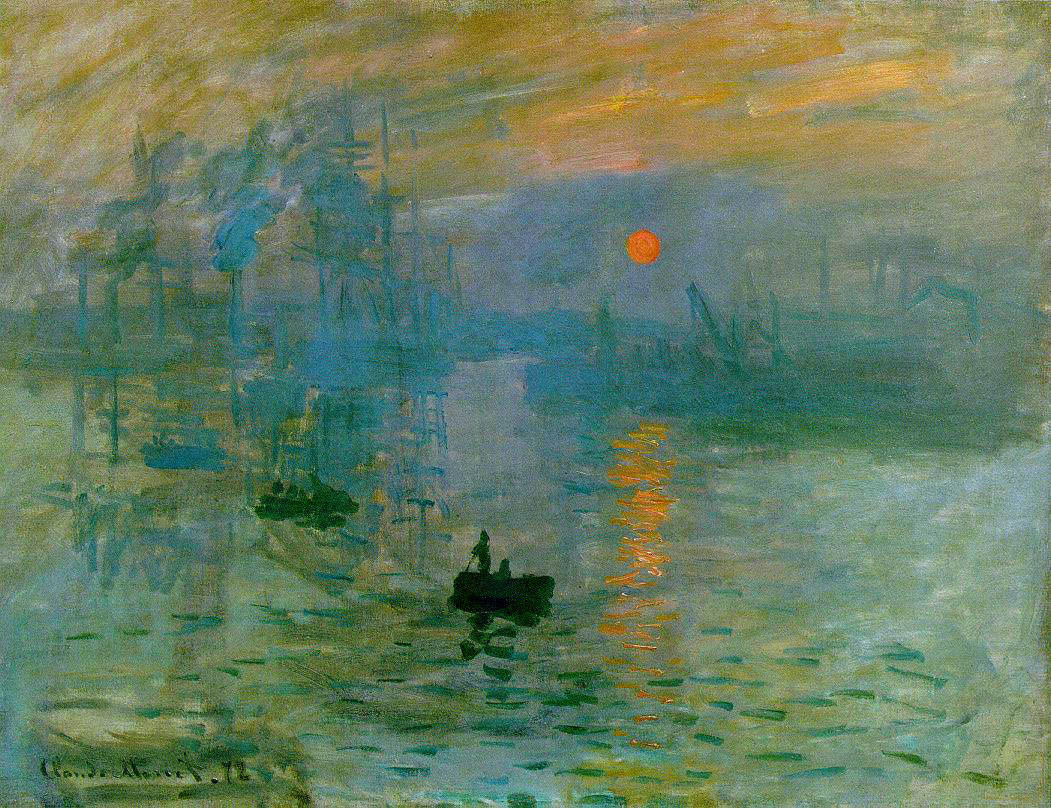
Monet - Impression, soleil levant

É “a arte da beleza tranqüila”, diz Wölfflin (2000, pg. 47), referindo-se à Alta renascença: “beleza libertadora que experimentamos como um bem-estar geral e uma intensificação uniforme de nossa força vital. Em suas criações perfeitas não se encontra nada pesado ou perturbador, nenhuma inquietação ou agitação – todas as formas manifestam-se de modo livre, integral e sem esforço”.(id. ibidem)
Mas, “pintura clássica” pode, também,  referir, em qualquer época ou estilo, àquelas obras – e por conseguinte, os artistas - que se tornaram o padrão, por excelência.
Podemos dizer, por exemplo: “Impression, soleil levant” é uma pintura “clássica” de Monet (vale dizer: do Impressionismo ou impressionista), assim como dizemos que Guernica é um “clássico” de Picasso.
Enquanto a história não encontrar termos mais bem definidos, dependerá sempre do contexto, o entendimento sobre o que é, ou não, uma “pintura clássica”.gs. pci